# Sami Gtari
Sami Gtari, de son nom complet Sami Steve Gtari, né le 7 mars 1981 à Paris, est un footballeur franco-tunisien qui évolue au poste de milieu de terrain sur le côté gauche.
Après avoir figuré, durant la saison 2001-2002, dans l'équipe réserve du SM Caen, il joue pour l'Étoile sportive du Sahel entre 2003 et 2004 avant de partir pour la Turquie où il évolue successivement dans les clubs de Gençlerbirliği et de Diyarbakırspor.
En 2005, il revient en Tunisie, au sein du Stade tunisien, avant de signer un contrat avec le club chypriote de l'APEP Pitsilia en 2007. En 2010, il intègre l'Évreux FC 27 puis le FC Chalonnais l'année suivante.